# SK Studénka

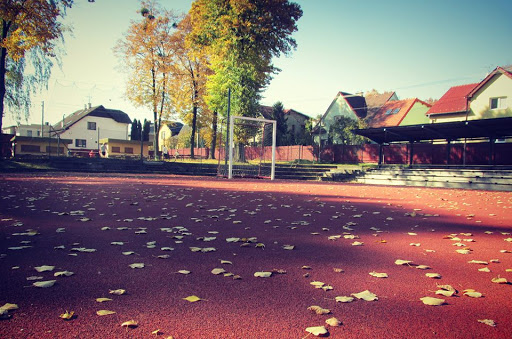
Hřiště klubu

SK Studénka je klub národní házené ze Studénky, který se účastní 1. ligy mužů i žen. Klub byl založen v roce 1922. Své domácí zápasy klub hraje na hřišti v ulici 2. května. Studénka má dlouhodobě nejvyšší návštěvnost ze všech klubů, které hrají národní házenou. Tým většinou používá žluto - modré dresy. V sezóně 2021/22 klub skončil na 12. místě.
V v květnu 2022 oslavil 100. výročí od založení a v rámci oslav také uspořádal na svém hřišti mezizemský zápas Morava - Čechy.
V klubu působí také ženský A-tým, který v ročníku 2021/22 hraje 1. ligu skupinu C. Dále dorostenky, dorostenci, starší a mladší žactvo a přípravka.
Klub je jeden z nejúspěšnějších v národní házené.

## Největší úspěchy.
- Kategorie dospělých
  - Mistr Československa - muži 1985
  - Mistr ČR - muži 2001
  - Mistr ČR - ženy 1999

- Mládež
  - Mistr Československa - dorostenci 1981
  - Mistr Československa - starší žákyně 1992
  - Mistr Československa - mladší žáci 1987
  - Mistr Československa - mladší žákyně 1991
  - Mistr ČR - mladší žáci 2009, 2011, 2014, 2015, 2016, 2019
  - Mistr ČR - mladší žačky 2001, 2020
  - Mistr ČR - starší žáci 2018, 2023, 2024
  - Mistr ČR - starší žačky 1997, 2003
  - Mistr ČR - dorostenci  2019, 2020, 2022
  - Vítěz Poháru ČR - mladší žáci 1989, 1993
  - Vítěz Poháru ČR - mladší žačky 2000
  - Vítěz Poháru ČR - starší žáci 1989, 1993, 1994
  - Vítěz Poháru ČR - starší žákyně 2002
  - Vítěz Poháru ČR - dorostenci 1992
  - Vítěz Poháru ČR - dorostenky 1994, 2005